# Ebe Stignani
Ebe Stignani (Nápoles, 10 de julio de 1903 - Imola, 5 de octubre de 1974), considerada la máxima mezzosoprano de su época en Italia, su carrera se extendió por más de tres décadas. Se retiró en 1958 para dar paso a la generación de Giulietta Simionato y Fedora Barbieri.

## Trayectoria
Poseedora de una inmensa voz de mezzosoprano, brilló junto a tres generaciones de cantantes. Muy joven aún se hizo cargo de papeles de gran dificultad, como Adalgisa, Laura, Azucena, Amneris y Eboli. Pasó a ocupar inmediatamente un destacado primer plano.
Estudió en el Consevatorio de San Pietro Majella con Russomandi, De Nardis y Roche, en piano, armonía y canto, respectivamente.
Debutó en el Teatro San Carlo de Nápoles, en 1925, con Aida, Rigoletto, Falstaff y Norma. Sin embargo existe evidencia que el año anterior ya se estaba presentando en papeles de menor compromiso. 
En 1926 fue invitada a La Scala por Arturo Toscanini para presentarse en Der Freischütz de Weber, La Gioconda y Götterdämmerung de Wagner.
Ese mismo año triunfó en Buenos Aires con Hänsel und Gretel y Norma junto a Claudia Muzio, y en Río de Janeiro con Il Trovatore. Desde entonces se convirtió en primera figura de los principales teatros italianos y extranjeros. Al Teatro Colón de Buenos Aires regresaría en 1933, 1953 y 1954.  
En La Scala de Milán fue durante 30 años la principal mezzosoprano de la sala.
En 1937 debutó en el Covent Garden de Londres, Múnich y Berlín como Amneris en Aida. En 1940 y 1941 triunfó en Semiramide en el Maggio Musicale Fiorentino, y con el Orfeo de Gluck en La Scala.
En 1938 debutó en Estados Unidos como Santuzza en Cavalleria Rusticana, en la Opera de San Francisco. Regresaría en 1948 para interpretar a Mrs. Quickly en Falstaff.
A pesar de varias negociaciones, su debut en el Metropolitan Opera de New York nunca se pudo concretar.
En España actuó entre 1947-1950 en el Teatro Liceo de Barcelona.
En 1955 cantó en Chicago un Il Trovatore que la reunió con Jussi Björling, Maria Callas y Ettore Bastianini.
En 1951 fue muy aplaudida en la Opera de París con Un Ballo in Maschera. En 1952 hizo un triunfal retorno al Covent Garden de Londres con Il Trovatore y Norma al lado de Maria Callas.
Se retiró definitivamente de la escena en 1958, cantando Azucena en Il Trovatore en Londres.
La voz de la Stignani era enorme en volumen y resonancia. Su registro amplísimo abarcaba desde el Sol3, bajo el Do central, hasta el Do5 de soprano. En el centro, su timbre claro le valió más de alguna crítica adversa y la cantante se esmeraba por disfrazar este defecto modificando las vocales, acercándolas hacia la "a". 
Su físico, poco agraciado, la hizo siempre inadecuada para papeles como Carmen o Dalila, si bien los abordó con relativa asiduidad. Fue famosa por sus desplazamientos señoriales y lentos, habiéndose destacado en Amneris, Eboli y Ulrica.

## Discografía
- Bellini - Norma (Gui 1936/Cigna, Breviario, Pasero)

- Bellini - Norma (Gui 1952 live/Callas, Picchi, Sutherland)

- Bellini - Norma (Serafin 1954/Callas, Filipeschi, Rossi-Lemeni)

- Bellini - Norma (Serafin 1955 live/Callas, del Monaco, Modesti)

- Bizet - Carmen (Bellezza 1949 live/Gigli, Gigli, Bechi)

- Ponchielli - La Gioconda (Molajoli 1931/Arangi-Lombardi, Rota, Granda, Viviani

- Spontini - La Vestale (Votto 1954 live/Callas, Corelli, Rossi-Lemeni)

- Verdi - Aida (de Sabata 1937 live/Cigna, Gigli, Nava, Pasero)

- Verdi - Aida (Serafin 1946/Caniglia, Gigli, Bechi, Pasero)

- Verdi - Un Ballo in Maschera (Tieri 1957 live/Cerquetti, Poggi, Bastianini)

- Verdi - Don Carlo (Previtali 1951/Caniglia, Rossi-Lemeni, Picchi, Silveri, Neri)

- Verdi - La Forza del Destino (Marinuzzi 1941/Caniglia, Masini, Tagliabue, Pasero)

- Verdi - Il Trovatore (Votto 1953 live/Callas, Penno, Tabliabue, Modesti)

- Recital (Arias by Gluck, Rossini, Bellini, Donizetti, Verdi, Thomas, Mascagni, Saint-Saëns)